# Abu-Hafs Úmar I
Abu-Hafs Úmar (I) ibn Yahya (àrab: أبو حفص عمر بن يحيى, Abū Ḥafṣ ʿUmar ibn Yaḥyà) fou emir hàfsida proclamat pels notables amb la neutralitat dels àrabs, el 1284. Era fill d'Abu-Zakariya Yahya I ibn Abd-al-Wahid i germà d'Abu-Ishaq Ibrahim I.
Al perdre el suport dels àrabs Ibn Abi-Umara, els notables van poder proclamar emir a Abu Hafs Umar I. Era pietós i pacífic i al començament va restaurar l'autoritat hàfsida; va fer nombrosos treballs d'arquitectura religiosa.
Al començar el seu regnat els catalans es van apoderar de l'illa de Gerba en 1284 i van arribar a l'acord amb Abu-Hafs de permetre el toc de campanes cristianes a Tunis, i van imposar en 1285 per tractat a l'emir la restauració dels tribut que els hàfsides pagaven antigament als angevins de Sicília (). El 1286 o 1287 els catalans es van aliar als marínides del Marroc conra els hàfsides i van assolar les costes d'Ifríqiya. Els catalans van aixecar un pretendent al tron de nom Ibn al-Dabbus (1287 a 1288), un príncep almohade que s'havia refugiat a la cort catalana, però no van poder enderrocar a l'emir.
Mentre el 1285 es va revoltar amb el suport dels àrabs del país, el seu nebot Abul Zakariya Yahya III ben Ibrahim I, que es va apoderar de tota la part occidental del territori hàfsida incloent Bugia i Constantina; el 1286 Abu Zakariya Yahya III va atacar Tunis però fou rebutjat i va haver de fugir cap al sud, on es va apoderar de Gabès; d'allí va atacar la Tripolitana però es va haver de retirar perquè la seva capital Bugia era atacada pels abdalwadites de Tlemcen aliats i nominals vassalls de l'emir hàfsida de Tunis.
Alguns xeics es van fer independents a Tozeur, al Djerid i a Gabès, i els àrabs del sud i de la Tripolitana eren declaradament hostils a l'emir de Tunis, però en canvi els àrabs del centre i de l'est, van rebre força concessions de l'emir a canvi de la seva fidelitat (repartiments de terres i beneficis fiscals).
L'emir de Bugia va annexionar la regió del Zab vers el 1290 i el 1294 el governador d'aquesta regió va obtenir autoritat sobre tot el sud del territori de Constantina (el Constantinès, en francès conegut com el Constantinois). El 1294 l'emir de Gabès va reconèixer la sobirania de l'emir de Bugia.
Va morir el 1295 i el va succeir Abu-Assida Muhàmmad II, fill pòstum de Yahya II.